# 3410-es busz
A 3410-es jelzésű autóbuszvonal Eger, Bélapátfalva és Ózd között húzódó helyközi vonal, amelyet a Volánbusz Zrt. üzemeltet.

## Útvonala
Az egri Tompa utcától (a Volán-teleptől) indul. A 25-ös főút Szarvaskő felé tartó szakaszán indul el, de a vasútállomásnál lekanyarodik, többek között a nap során itt is végállomásoznak buszok. A Deák Ferenc utca és a Gárdonyi Géza Színház és a Bazilika felől közelíti meg az autóbusz-állomást, azonban csak egyetlen alkalommal érkezik ide járat. Visszatér a főútra, majd Felnémet irányába halad. Először Almárt érinti, majd a vonal 15. kilométerénél első településére, Szarvaskőre ér. Azt követi a Tardosi kőbányák, majd a 2506-os mellékúton Mónosbelen megy át. A Bükk északnyugati részén fekvő Bélapátfalva következik és a messze szomszédos Szalajka-völgyről ismert Szilvásvárad, itt fordul le Bükkmogyorósd felé. Átlép Heves megyéből Borsod-Abaúj-Zemplénbe, aztán kanyargós útvonalon erdős részen Csernelyen fog tartózkodni. A falu elágazása után Farkaslyuk van hátra, majd a megye 2. legnagyobb településén, Ózdon végállomásozik, annak is autóbusz-állomásán.
Ellentétes irányban útvonala változatlan.

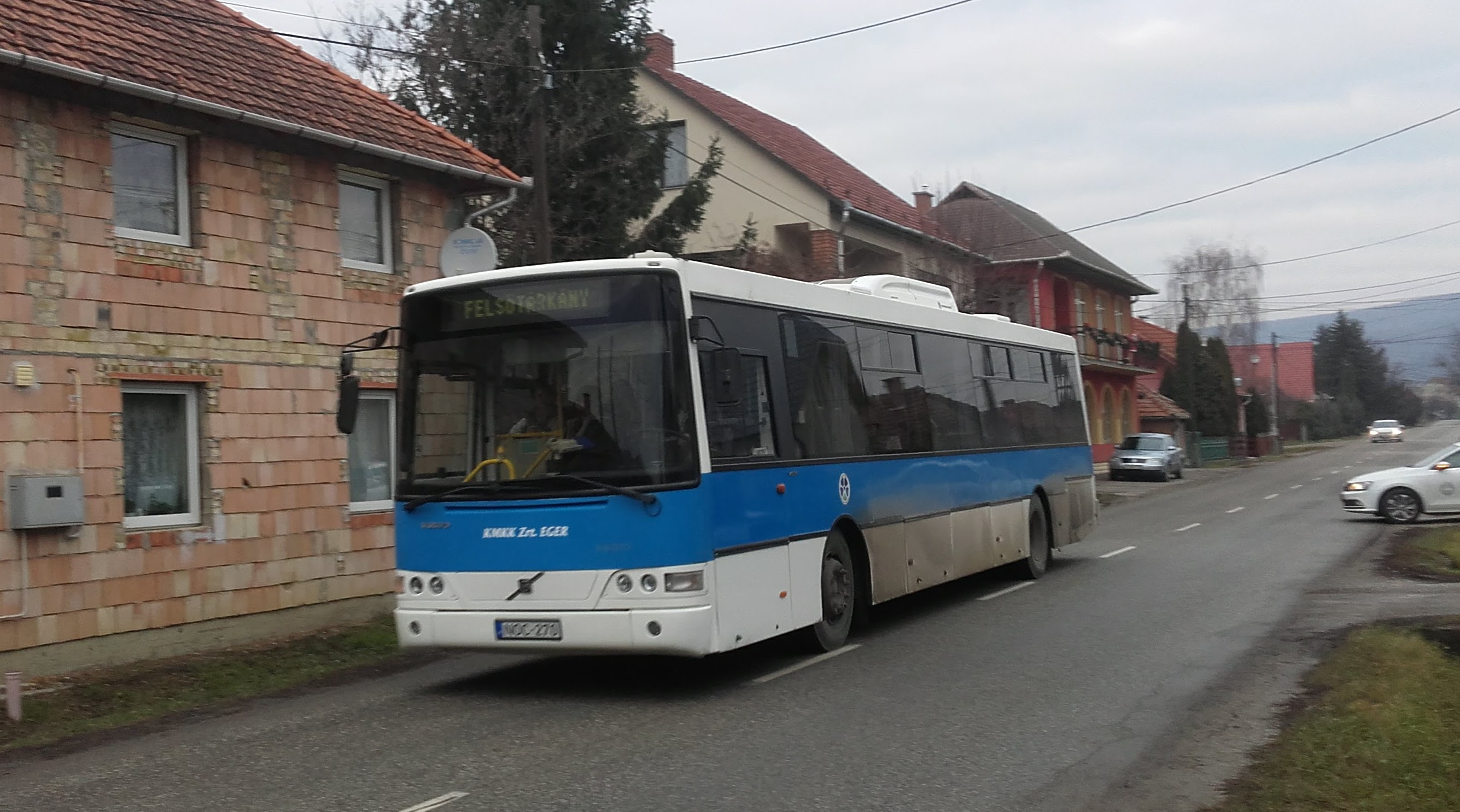
Annak idején a vonal fő képviselői KMKK-s Alfa Regio autóbuszok voltak

Eger Tompa utca – Felnémet, felsőtárkányi elágazás szakaszán a helyi jegyek és bérletek elfogadottak a járatokon.

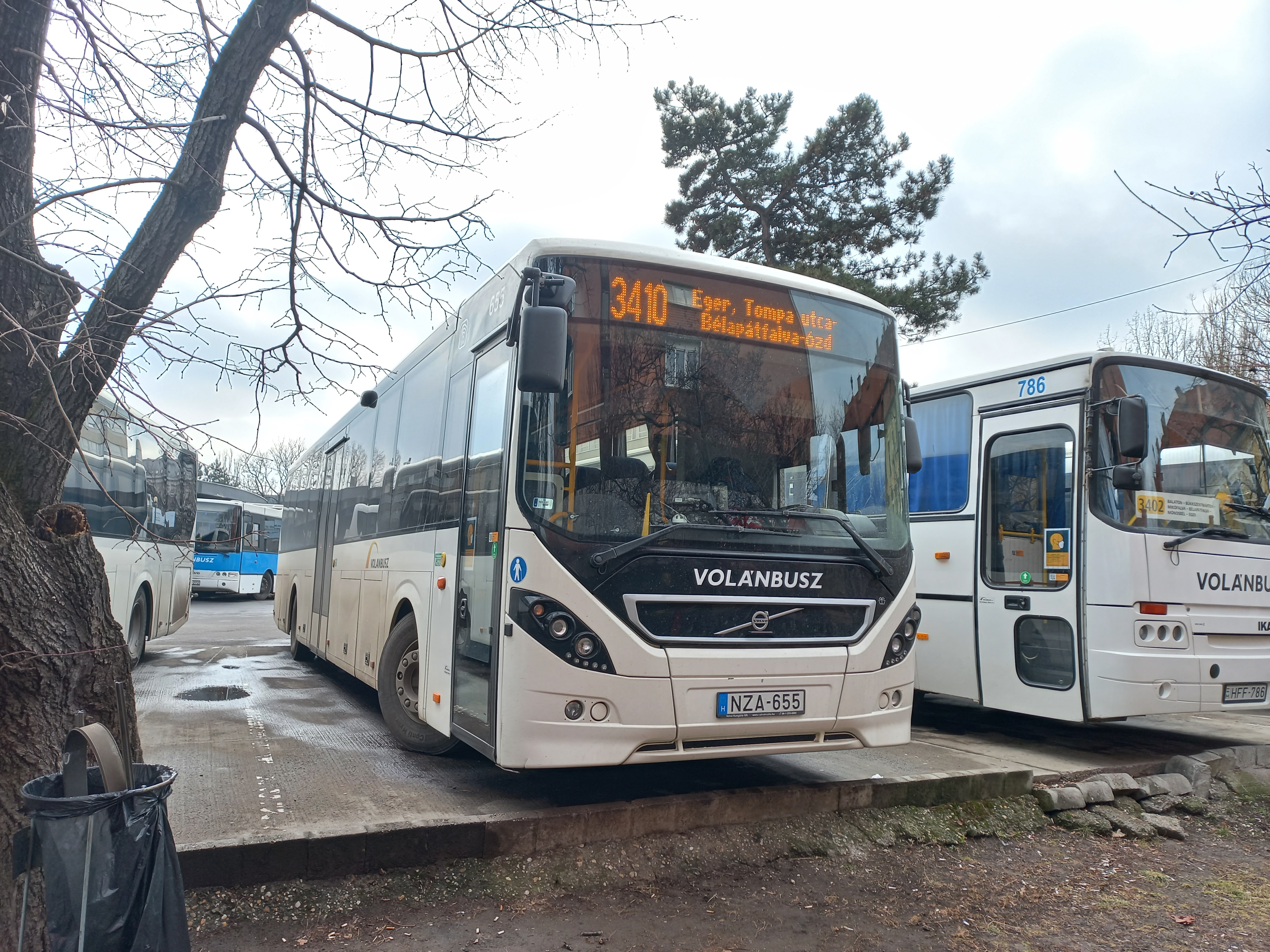
Volvo 8900-asok is megfordulnak a több, mint 50 kilométeres szakaszon

## Közlekedése
Indításszáma magas, a két nagyvárost szólók kötik össze, vasúton nem megközelíthető átszállásmentesen. Azonos útvonalon jár a 3412-es busz, azonban az nem közlekedik helyijárati jelleggel Egerben és ritkán ingázik. Eger vasútállomásán minden esetben vasúti kapcsolat biztosított Budapest felé/felől.
| Viszonylat                       | Indításszám     | Közlekedési rend |
| -------------------------------- | --------------- | ---------------- |
| Eger, Tompa u. – Ózd, aut. áll.  | 6 oda, 7 vissza | munkanapokon     |
| Eger, Tompa u. – Ózd, aut. áll.  | 1 vissza        | hétvégén         |
| Eger, vá. – Ózd, aut. áll.       | 2 pár           | munkanapokon     |
| Eger, vá. – Ózd, aut. áll.       | 6 pár           | hétvégén         |
| Ózd, aut. áll. ➝ Eger, aut. áll. | 1 oda           | munkanapokon     |

## Megállóhelyei
| 0                                            | Eger, Tompa utca végállomás                 | 0.0 km  | 3A, 6, 11, 12, 13, 14, 14E, 16, 112, 113, 914 1050, 1051, 1053, 1054, 1343, 1346, 1348, 1362, 1380, 1427, 1466, 1517 3402, 3408, 3411, 3414, 3423, 3424, 3426, 3430, 3431, 3432, 3433, 3434, 3435, 3436, 3440, 3441, 3442, 3443, 3444, 3445, 3446, 3448, 3472, 3479, 3482, 3484, 3667, 4011, 4015, 4157 |
| 1                                            | Eger, Aradi út                              | 0.4 km  | 3A, 6, 11, 12, 13, 14, 14E, 16, 112, 113, 914 3407, 3414, 3435, 4157 |
| 2                                            | Eger, Nagyváradi út                         | 0.8 km  | 3A, 6, 11, 12, 13, 14, 14E, 16, 112, 113, 914 1050, 1346, 1380, 1427, 1517 3402, 3407, 3408, 3411, 3414, 3423, 3430, 3431, 3433, 3435, 3442, 3443, 3445, 4011, 4015, 4157 |
| 3                                            | Eger, Galagonyás utca                       | 1.3 km  | 3A, 6, 11, 12, 13, 14, 14E, 16, 112, 113, 914 3407, 3414, 4157 |
| 4                                            | Eger, vasútállomás bejárati út              | 1.8 km  | 3A, 6, 11, 12, 13, 14, 14E, 112, 113 1050, 1051, 1053, 1054, 1343, 1346, 1348, 1362, 1380, 1402, 1427, 1466, 1517 3400, 3402, 3407, 3408, 3411, 3414, 3423, 3424, 3426, 3430, 3431, 3432, 3433, 3434, 3435, 3436, 3440, 3441, 3442, 3443, 3444, 3445, 3446, 3448, 3472, 3479, 3482, 3484, 3667, 4011, 4015, 4157 |
| 5                                            | Eger, vasútállomás vonalközi végállomás     | 2.2 km  | 1383 4157 Agria InterRégió, személyvonat – Eger [87/87a] |
| 6                                            | Eger, sportpálya bejárati út (↓)            | 2.9 km  | 2, 2A, 11, 12, 14, 14E, 112 3414, 3420, 4157 |
| 7                                            | Eger, színház                               | 3.3 km  | 2, 2A, 7, 7A, 11, 12, 14, 14E, 17, 112 1053, 1054, 1343, 1344, 1346, 1348, 1362, 1380, 1381, 1426, 1427, 1428, 1447, 1468, 1517 3402, 3408, 3411, 3414, 3419, 3420, 3423, 3424, 3426, 3430, 3431, 3433, 3434, 3435, 3436, 3440, 3441, 3442, 3443, 3444, 3445, 3448, 3667, 4011, 4014, 4015, 4018, 4021, 4022, 4157 |
| 8                                            | Eger, autóbusz-állomás vonalközi végállomás | 4.0 km  | 2, 2A, 4, 5, 5A, 6, 7, 7A, 11, 12, 14, 14E, 16, 17, 112, 914 1049, 1050, 1051, 1053, 1054, 1343, 1344, 1346, 1347, 1348, 1349, 1351, 1352, 1362, 1380, 1383, 1426, 1427, 1428, 1447, 1466, 1468, 1517 3400, 3402, 3403, 3405, 3406, 3407, 3408, 3409, 3411, 3412, 3414, 3415, 3416, 3417, 3418, 3419, 3420, 3423, 3424, 3426, 3430, 3431, 3432, 3433, 3434, 3435, 3440, 3441, 3442, 3443, 3444, 3445, 3446, 3448, 3450, 3455, 3456, 3457, 3458, 3462, 3469, 3470, 3471, 3472, 3473, 3474, 3476, 3479, 3480, 3481, 3482, 3483, 3484, 3488, 3604, 3660, 3667, 4012, 4014, 4015, 4157 |
| 9                                            | Eger, Bartakovics út                        | 4.7 km  | 4, 13, 113 1347, 1349, 1351, 1352, 1383, 1447 3400, 3402, 3403, 3404, 3408, 3409, 3411, 3412, 3435, 3454, 3470, 3471, 3472, 3473, 3474, 3476, 3479, 3481, 3482, 3483, 3484, 3488, 4157 |
| 10                                           | Eger, Kisasszony temető                     | 5.1 km  | 4, 7, 13, 17, 113 3454, 4157 |
| 11                                           | Eger, Garzonház                             | 5.9 km  | 4, 7, 13, 14, 14E, 17, 113 1383 3435, 3454, 4157 |
| 12                                           | Eger, Kővágó tér                            | 6.2 km  | 4, 7, 11, 13, 14, 14E, 17, 113 1051, 1053, 1054 3400, 3402, 3403, 3404, 3408, 3409, 3411, 3412, 3435, 3454, 3481, 4157 |
| 13                                           | Eger, Shell kút                             | 6.6 km  | 4, 7, 11, 12, 13, 14, 14E, 17, 112, 113, 914 1383 3414, 3435, 3454, 4157 |
| 14                                           | Eger, Nagylapos                             | 7.2 km  | 4, 11, 14, 14E, 16, 914 1053, 1054, 1383 3400, 3402, 3403, 3404, 3405, 3408, 3409, 3411, 3412, 3414, 3435, 3481, 4157 |
| 15                                           | Eger (Felnémet), Egri út                    | 7.5 km  | 4, 11, 14, 14E, 16, 914 3405, 3414, 4157 |
| 16                                           | Eger (Felnémet), felsőtárkányi elágazás     | 8.2 km  | 4, 11, 14, 14E, 16, 914 1053, 1383 3400, 3402, 3403, 3404, 3405, 3408, 3409, 3411, 3412, 3414, 3435, 3481, 4157 személyvonat – Eger-Felnémet [87.] |
| Helyi jegyek és bérletek érvényességi határa |                                             |         | |
| 17                                           | Eger, Almár vasúti megállóhely              | 10.7 km | 3400, 3402, 3403, 3404, 3408, 3409, 3411, 3412, 3481, 4157 személyvonat – Almár [87.] |
| 18                                           | Almár, hobbitelkek                          | 13.7 km | 3400, 3402, 3403, 3404, 3408, 3409, 3411, 3412, 3481, 4157 |
| 19                                           | Szarvaskő, újtelep                          | 15.3 km | 3400, 3402, 3403, 3404, 3408, 3409, 3411, 3412, 3481, 4157 |
| 20                                           | Szarvaskő, központ                          | 15.9 km | 1051, 1054 3400, 3402, 3403, 3404, 3408, 3409, 3411, 3412, 3481, 4157 személyvonat – Szarvaskő [87.] |
| 21                                           | Mónosbéli elágazás                          | 17.0 km | 3400, 3402, 3403, 3404, 3408, 3409, 3411, 3412, 3481, 4157 |
| 22                                           | Barátkert, Tardosi sporttábor               | 18.2 km | 3402, 3404, 3408, 3411, 3412, 4157 |
| 23                                           | Tardosi kőbányák                            | 19.5 km | 3402, 3404, 3408, 3411, 3412, 4157 |
| 24                                           | Mónosbél, vasútállomás                      | 22.0 km | 1054 3402, 3404, 3408, 3411, 3412, 4157 személyvonat – Mónosbél [87.] |
| 25                                           | Mónosbél, Béke út                           | 22.6 km | 3402, 3404, 3408, 3411, 3412, 4157 |
| 26                                           | Bélapátfalva, vásártér                      | 24.5 km | 3402, 3404, 3408, 3411, 3412, 4157 |
| 27                                           | Bélapátfalva, városháza                     | 25.3 km | 1054 3403, 3404, 3408, 3411, 3412, 3485, 4157 |
| 28                                           | Bélapátfalva, egészségház                   | 25.3 km | 1054 3408, 3411, 3412, 3485, 4157 személyvonat – Bélapátfalvi Cementgyár [87.] |
| 29                                           | Bélapátfalva, ipari park                    | 26.8 km | 3404, 3408, 3411, 3412, 4157 |
| 30                                           | Szilvásvárad, camping                       | 30.8 km | 3408, 3411, 3412, 4157 személyvonat – Szilvásvárad-Szalajkavölgy [87.] |
| 31                                           | Szilvásvárad, szalajka-völgyi elágazás      | 31.4 km | 1054 3408, 3411, 3412, 3486, 4157, 4194 |
| 32                                           | Szilvásvárad, Miskolci út 28.               | 32.1 km | 1054 3408, 3411, 3412, 3486, 4157, 4194 |
| 33                                           | Szilvásvárad, vasútállomás bejárati út      | 33.1 km | 3412, 3486, 4157 személyvonat – Szilvásvárad [87.] |
| 34                                           | Bükkmogyorósd, autóbusz-váróterem           | 36.9 km | 3412, 3486, 4157, 4161 |
| 35                                           | Vállós úti major                            | 38.0 km | 3412, 4157, 4161 |
| 36                                           | Csernely, autóbusz-váróterem                | 39.4 km | 3412, 3486, 4154, 4157, 4160, 4161 |
| 37                                           | Csernelyi elágazás                          | 39.8 km | 3412, 3486, 4153, 4154, 4157, 4160, 4161 |
| 38                                           | Csernely, fehérneműüzem bejárati út         | 40.4 km | 3412, 4153, 4154, 4157, 4160, 4161 |
| ∫                                            | Farkaslyuk, Görgei utca (↑)                 | ∫       | 4153, 4157, 4160, 4161 |
| 39                                           | Farkaslyuk, újtelep                         | 45.9 km | 3412, 4153, 4154, 4157, 4160, 4161 |
| 40                                           | Farkaslyuk, autóbusz-váróterem              | 46.5 km | 3412, 4101, 4153, 4154, 4157, 4158, 4160, 4161 |
| 41                                           | Ózd, Pázmány út 150.                        | 48.3 km | 3412, 4101, 4153, 4157, 4158, 4160, 4161 |
| 42                                           | Ózd, Petőfi tér                             | 49.8 km | 1, 2, 4, 8, 12, 20, 21, 23 3412, 4101, 4102, 4153, 4154, 4157, 4158, 4160, 4161 |
| 43                                           | Ózd, autóbusz-állomás végállomás            | 51.0 km | 1, 2, 2A, 3, 4, 6, 7, 8, 12, 20A, 23, 26, 46, 47, 68, 74, 76, 78 1031, 1034, 1051, 1369, 1384, 1411 3770, 3773, 4101, 4102, 4104, 4140, 4145, 4147, 4148, 4150, 4151, 4153, 4155, 4157, 4158, 4160, 4161, 4180, 4185, 4186 |